# Hulda Guzmán
Hulda Guzmán est une artiste visuelle dominicaine née en 1984.

## Biographie
Hulda Guzmán, née à Saint Domingue en 1984,, de parents cinéastes, est influencée par l'art populaire mexicain. Elle se forme à Mexico, à l'école nationale des arts visuels (National School of Visual Arts).
Elle  fréquente les bancs de la résidence de New York de la Davidoff Art Initiative de septembre à novembre 2015,,.
Elle peint sur acrylique, et ses autoportraits sont réalisés en position assise en peignant de la main droite. Ses tableaux décrivent des scènes érotiques et de la vie quotidienne.
Elle est connue par sa série d'œuvres illustrant des univers où la sexualité est représentée sans tabous,,,,,,. Sa toile  Trustful surrender fait partie de l'exposition Histoires de la sexualité au musée d'art de São Paulo en 2017.